# Rajoir
Rajoir (en bengali : রাজৈর) est une upazila du Bangladesh dans le district de Madaripur. En 1991, on y dénombrait 204 356 habitants.